# 平高史也
平高 史也（ひらたか ふみや）は、日本の言語学者。専門は社会言語学、言語教育学、言語政策。慶應義塾大学名誉教授、元日本独文学会会長。文化庁長官表彰、義塾賞受賞。

## 来歴・人物
横浜市出身。栄光学園高等学校を経て、1978年東京外国語大学外国語学部ドイツ語学科卒業。1981年東京外国語大学大学院外国語学研究科ゲルマン系言語専攻修士課程修了。1990年慶應義塾大学総合政策学部助教授。1993年日本語教育学会評議員。1994年義塾賞受賞。1999年ベルリン自由大学大学院博士課程修了、Dr. Phil.（文学博士）。2000年慶應義塾大学総合政策学部教授。2006年国際交流基金『世界の日本語教育』編集委員長。2007年日本独文学会会長。2019年文化庁地域日本語教育スタートアッププログラム・シニアアドバイザー。2021年愛知大学文学部日本語日本文学科特任教授。慶應義塾大学名誉教授。2022年文化庁長官表彰を受賞。

## 著作
- 『ドイツ語きいてはなして』白水社 1995年
- 『ドイツ語リスニング入門 : CD付』白水社 2000年
- "Der Erwerb der Temporalität im Japanischen als Zweitsprache : eine empirische Untersuchung zu Lernervarietäten brasilianischer Immigranten" Iudicium 2001年
- 『多言語社会と外国人の学習支援』（日比谷潤子と共編著）慶應義塾大学出版会 2005年
- 『モデル : 問題発見のドイツ語 1』（Andreas Riessland, 藁谷郁美, 木村護郎クリストフ, Marco Raindl, 太田達也と共著）三修社 2007年
- 『モデル : 問題発見のドイツ語 2』（Andreas Riessland, 藁谷郁美, 木村護郎クリストフ, Marco Raindl, 太田達也と共著）三修社 2005年
- 『日本語・日本語教育の研究 : その今、その歴史』（加藤好崇, 新内康子, 関正昭と共編著）スリーエーネットワーク 2013年
- 『教科書を作る』（関正昭と共編著）スリーエーネットワーク 2015年

### 編集
- 『日本語教育史』（関正昭と共編）アルク 1997年
- 『外国語教育のリ・デザイン : 慶應SFCの現場から』（古石篤子, 山本純一と共編）慶應義塾大学出版会 2005年
- 『共生-ナガノの挑戦 : 民・官・学協働の外国籍住民学習支援』（野山広, 春原直美,熊谷晃と共編）信濃毎日新聞社 2008年
- 『多言語主義社会に向けて』（木村護郎クリストフと共編）くろしお出版 2017年

### 翻訳
- ペーター・シュライヤー著『音楽とわたし』国際文化出版社 1987年

### 出演
- まいにちドイツ語